# José Luis Diestro
José Luis Diestro Saiz (Santander, 19 marzo 1919 – Oviedo, 17 giugno 1997 1997) è stato un allenatore di calcio e calciatore spagnolo, di ruolo difensore.

## Carriera

### Giocatore
Diestro esordì nella Liga spagnola il 3 dicembre 1939, vestendo la maglia del Racing Santander, club della sua città natale, alla prima giornata di campionato, in trasferta contro l'Hércules. Il calcio spagnolo ripartiva dopo l'interruzione per la guerra civile. A fine anno il Santander retrocesse nella Segunda División, in quanto terminò il campionato all'ultimo posto in classifica. Diestro rimase in neroverde anche nella divisione inferiore, fino al 1942, quando si trasferì al Real Oviedo.
Esordì nella Liga spagnola con la nuova squadra allo Stadio Carlos Tartiere, contro il Club Deportivo Castellón (vittoria per 4-1). Diestro vestì la maglia del Real Oviedo per quattordici stagioni consecutive, fino al ritiro avvenuto nel 1954. Quando lasciò il calcio, fu organizzata un'amichevole celebrativa in suo onore, contro l'Athletic Bilbao.

### Allenatore
Durante la Segunda División 1957-1958 allenò il Caudal Deportivo de Mieres, terminando la stagione con la retrocessione in Segunda B.
Nel 1960 subentrò a Higinio Ortúzar sulla panchina del Real Avilés per le ultime quattro giornate della Segunda División spagnola 1959-1960, anche in questo caso il campionato si concluse con la retrocessione del club.
Nella stagione 1963-1964 allenò il San Fernando Club Deportivo in Segunda División, concludendo il campionato al penultimo posto e pertanto retrocedendo nella categoria inferiore.
Nel 1965 fu chiamato a stagione in corso ad allenare il Real Oviedo nella Liga spagnola, in sostituzione di Quique Martín. Diestro prese il comando della squadra alla diciannovesima giornata. Rimase alla guida del club asturiano per le successive dodici giornate (3 vittorie, 3 pareggi, 6 sconfitte). La stagione del Real Oviedo si concluse al penultimo posto, retrocedendo così in Segunda División.
Nel 1979 Diestro tornò a distanza di diversi anni sulla panchina del Real Oviedo, questa volta nella Segunda División B. Subentrò a Lalo dopo venti giornate. Guidò il club in tandem con José María García Lavilla. Arrivò alla promozione in Segunda División, in virtù del secondo posto in classifica (Alle spalle del Palencia CF).

## Palmarès

### Giocatore
- Segunda División spagnola: 1

Real Oviedo: 1951-1952